# Платинова чернь
Пла́тинова чернь — тонкий порошок платини, який одержують відновленням її сполук. Застосовують як каталізатор у хімічних процесах:
- в електрохімії — шершаве, з великою площею поверхні, платинове покриття, що зазвичай осаджується на платиновий металевий електрод з розчину.
- у каталізі — високодисперсний платиновий порошок, що отримується відновленням солей платини. Використовується як каталізатор відновлення, особливо при нанесенні на пористі носії.